# Fortaleza de Sena
A Fortaleza de São Marçal de Sena foi uma antiga fortificação portuguesa construída na vila de Sena, em Moçambique. 

## História
O forte foi erguido em 1572 em madeira e taipa, aquando da expedição de Francisco Barreto ao Monomotapa, para apoiar a expansão portuguesa no interior e defender as comunidades de mercadores e colonos portugueses que já na região se encontravam, tendo no interior uma ermida dedicada a São Marçal e uma feitoria. A povoação ou comunidade portuguesa em Sena já existia desde 1521, quando os portugueses começaram a comerciar com os negociantes árabes antes estabelecidos nas margens do rio Zambeze. Após a construção da fortaleza de Sofala e da fortaleza de Moçambique, a Fortaleza de Sena foi a terceira fortaleza portuguesa construída em Moçambique e a primeira no interior. Foi mais tarde refeita em pedra, entre 1572 e 1590. O seu capitão era nomeado pelo governador na Ilha de Moçambique e à fortaleza vinham os moradores da região de Tete a trocar os produtos locais por artigos feitos em Portugal.
 

Foi pela primeira vez descrita por Frei João dos Santos, que escreveu:
Nesta povoação está um forte de pedra e cal, guarnecido de algumas peças de artilharia grossa e miúda, mui bastantes para sua defensão, no qual mora o capitão posto da mão do capitão de Moçambique. Dentro neste forte está a Igreja e a Feitoria.
Em 1618 encontrava-se em ruínas, tendo sido reconstruído em 1704. Era quadrado, com quatro baluartes em adobe e coberto de palha e estava guarnecido com catorze peças de artilharia de calibres 3, 4, 6, e 8, tendo uma guarnição de 50 homens. Foi sede da capitania dos Rios de Sena desde 1635. Nos séculos XVII e XVIII, Sena tornou-se o centro da presença portuguesa na África oriental e até 1767 manteve-se verdadeiramente a capital de toda a Zambézia, tendo nesta data a sede da capitania passado para Tete.
Actualmente, do forte de São Marçal resta apenas o portal amparado por obras feitas em 1905, com a colocação de um padrão comemorativo em 1906. Em 2008, o governo moçambicano expressou o seu desejo de proteger as ruínas do forte.